# Blaze of Glory (chanson)
Pour les articles homonymes, voir Blaze of Glory (homonymie).
Singles de Jon Bon Jovi
Miracle
(1990)
Blaze of Glory est une chanson écrite, composée et interprétée par le chanteur de rock américain Jon Bon Jovi. Sortie en single le 21 juillet 1990, elle est extraite de l'album Blaze of Glory qui est également la bande originale du film Young Guns 2.
Il s'agit du premier single du chanteur en solo, sorti à une période où le groupe Bon Jovi fait une pause musicale.

## Historique
Jon Bon Jovi a écrit la chanson spécialement pour le western Young Guns 2 après avoir lu le scénario emprunté à son ami Emilio Estevez qui tient un des rôles principaux du film. C'était la chanson du groupe Bon Jovi Wanted Dead or Alive, dont l'ambiance peut évoquer celle d'un western, qui devait être utilisée au départ, mais Jon Bon Jovi estimait que les paroles, sur la vie du groupe en tournée, ne convenait pas au film. Venu sur les lieux du tournage, il a chanté Blaze of Glory devant le scénariste John Fusco qui a adoré.
Finalement, Jon Bon Jovi a écrit plusieurs chansons pour le long métrage.
Blaze of Glory remporte un franc succès, avec notamment une 1re place des ventes aux États-Unis, au Canada, en Australie et en Nouvelle-Zélande.
Le groupe Bon Jovi intègre ensuite la chanson à son répertoire scénique. Elle figure sur la compilation Cross Road sortie en 1994. 

## Musiciens
Lors de l'enregistrement, Jon Bon Jovi s'est entouré de musiciens de renom.
- Jon Bon Jovi : chant, piano, guitare douze cordes, guitare électrique
- Jeff Beck : guitare électrique (solo)
- Randy Jackson : basse
- Aldo Nova : guitare électrique, guitare acoustique, synthétiseur
- Waddy Wachtel : guitare slide
- Kenny Aronoff : batterie

## Distinctions
En 1991, la chanson remporte le Golden Globe de la meilleure chanson originale.
Elle obtient une nomination pour l'Oscar de la meilleure chanson originale, et deux aux Grammy Awards (Meilleure performance vocale rock masculine et Meilleure chanson écrite pour un média visuel),. 

## Clip
Filmé par Wayne Isham dans les environs de Moab (Utah), le clip met en scène Jon Bon Jovi en train de chanter au sommet d'une butte se dressant au milieu d'un paysage désertique. Il est entouré d'épaves de voitures devant un écran géant de cinéma, comme s'il se trouvait dans un drive-in abandonné,.
Le clip est nommé aux MTV Video Music Awards en 1991 dans les catégories Meilleure vidéo masculine et Meilleure vidéo extraite d'un film.

## Classements hebdomadaires
| Classement (1990)                      | Meilleure position |
| -------------------------------------- | ------------------ |
| Allemagne (GfK Entertainment)          | 16                 |
| Australie (ARIA)                       | 1                  |
| Autriche (Ö3 Austria Top 40)           | 2                  |
| Belgique (Flandre Ultratop 50 Singles) | 21                 |
| Canada (RPM Top Singles)               | 1                  |
| États-Unis (Billboard Hot 100)         | 1                  |
| États-Unis (Mainstream Rock Songs)     | 1                  |
| États-Unis (Cash Box)                  | 1                  |
| Finlande (Suomen virallinen lista)     | 2                  |
| Irlande (IRMA)                         | 3                  |
| Italie (FIMI)                          | 31                 |
| Norvège (VG-lista)                     | 3                  |
| Nouvelle-Zélande (RMNZ)                | 1                  |
| Pays-Bas (Nederlandse Top 40)          | 18                 |
| Pays-Bas (Single Top 100)              | 16                 |
| Royaume-Uni (UK Singles Chart)         | 13                 |
| Suède (Sverigetopplistan)              | 3                  |
| Suisse (Schweizer Hitparade)           | 5                  |

## Certifications
| Pays                    | Certification | Unités certifiées |
| ----------------------- | ------------- | ----------------- |
| Australie (ARIA)        | Platine       | 70 000            |
| États-Unis (RIAA)       | Platine       | 1 000 000         |
| Nouvelle-Zélande (RMNZ) | Or            | 5 000             |
| Royaume-Uni (BPI)       | Argent        | 200 000           |

## Prix et nominations
| Année | Nomination             | Prix                                                                     | Résultat   |
| ----- | ---------------------- | ------------------------------------------------------------------------ | ---------- |
| 1991  | American Music Awards  | Chanson favorite (Pop/rock)                                              | Lauréat    |
| 1991  | Golden Globes          | Meilleure chanson originale                                              | Lauréat    |
| 1991  | Grammy Awards          | Meilleure prestation rock avec chant                                     | Nomination |
| 1991  | Grammy Awards          | Meilleure chanson écrite pour un film, un téléfilm ou autre média visuel | Nomination |
| 1991  | Oscars du cinéma       | Meilleure chanson originale                                              | Nomination |
| 1991  | MTV Video Music Awards | Meilleure vidéo masculine                                                | Nomination |
| 1991  | MTV Video Music Awards | Meilleure vidéo pour un film                                             | Nomination |